# Нормування експлуатаційних втрат
Нормува́ння експлуатаці́йних втрат (рос. нормирование эксплуатационных потерь, англ. rate setting of operational losses, нім. Normung f der Abbauverluste) — у гірництві — встановлення величини втрат корисної копалини, яка для гірничо-геологічних умов даної ділянки відповідає найефективнішому з економічної точки зору варіанту його розробки.